# Visnuismo
El visnuismo (en sánscrito: वैष्णवसम्प्रदाय, romanizado: Vaiṣṇāvasampradāyaḥ) o vaisnavismo es una de las principales denominaciones hindúes junto con el shivaísmo, el shaktismo y el smartismo.
Según una estimación de 2010 realizada por Johnson y Grim, la tradición vaishnava es el grupo más numeroso dentro del hinduismo, constituyendo unos 641 millones o el 67,6 % de los hinduistas.
Considera que el ser supremo (Dios) es el dios Visnú o uno de sus avatares, entre los cuales, Krisna o Rama; estando así por encima del resto de deidades del hinduismo.
Sus seguidores se denominan vaisnavas o visnuístas, y también incluye algunas otras sectas:
- el krisnaísmo (gaudía-vaisnava o visnuismo de Bengala, que considera que Krisna es el origen de Visnú) y
- el ramaísmo, que considera que el dios Rama es el origen de todos los dioses de la India.[5][6]

El antiguo surgimiento del visnuismo no está claro, y se hipotetiza a grandes rasgos como una fusión de dioses de la religión védica (que existió entre el II milenio y el siglo VII a. C.) con varias religiones regionales no védicas.
Tiene raíces védicas del primer milenio a. C. Védico en la deidad védica Bhaga, que dio origen al Bhagavatismo, y en la deidad védica del agua Nara c.q. Narayana.
Las raíces no védicas se encuentran en una fusión de varias tradiciones populares no tradiciones teístas védicas como el culto a Vāsudeva-Krishna y Gopala-Krishna, que se desarrolló entre los siglos VII y IV antes de Cristo. En los primeros siglos de la era cristiana, la tradición fue finalizada como vaishnavismo, cuando desarrolló la doctrina del avatar, en la que las deidades alineadas son veneradas como distintas encarnaciones del Dios védico supremo Vishnu. Rama, Krishna, Narayana, Kalki, Hari, Vithoba, Venkateswara, Shrinathji, y Jagannath son algunos de los nombres de avatares populares, todos ellos vistos como diferentes aspectos del mismo ser supremo.
La tradición vaishnavita es conocida por la devoción amorosa a un avatar de Vishnu (a menudo Krishna), y como tal fue clave para la difusión del movimiento Bhakti en el sur de Asia en el segundo milenio de la era cristiana. Tiene cuatro categorías principales de sampradayas (denominaciones, subescuelas): la escuela Vishtadvaita de la época medieval de Ramanuja, la escuela Dvaita de Madhvacharya, la escuela Dvaitadvaita de Nimbarkacharya, y la Pushtimarg de Vallabhacharya. Ramananda (siglo XIV) creó un movimiento orientado a Rama, que actualmente es el mayor grupo monástico de Asia.
Los textos clave en el visnuismo incluyen 
- el Rig-veda (del siglo XVI a. C.)
- los Upanishad (del siglo VI a. C.),
- la Bhagavad-guita(del siglo III a. C.),
- los Pancharatra[26]
- los Agamas, como el Naalayira Divya Prabhandham y
- el Bhagavata-purana (del siglo XI).[27][28][29]

## Historia
La teología del movimiento religioso visnuísta floreció especialmente en el período medieval y coincidiói en el tiempo con la aparición del shivaísmo.
Se acepta históricamente que el visnuismo surgió de la fusión de varios cultos y que después se subdividió en diferentes sectas (o sampradaias).
En el norte de la India entró en contacto con el sufismo islámico y dio origen a la importante religión sij.

## Creencias

### Teísmo con muchas variedades
El visnuismo se centra en la devoción a Vishnu y sus avatares. Según Schweig, es un "monoteísmo polimórfico, es decir, una teología que reconoce muchas formas (ananta rupa) de la única divinidad unitaria", ya que hay muchas formas de una deidad original, con Vishnu adoptando muchas formas. Okita, en cambio, afirma que las diferentes denominaciones dentro del vaishnavismo se describen mejor como teísmo, panteísmo y panenteísmo.
La sampradaya visnuista iniciada por Madhvacharya es una tradición monoteísta en la que Vishnu (Krishna) es omnipotente, omnisciente y omnibenevolente. En cambio, la sampradaya del Sri cisnuismo, asociada a Ramanuja, tiene elementos monoteístas, pero difiere en varios aspectos, como que la diosa Lakshmi y el dios Vishnu se consideran divinidades iguales e inseparables. Según algunos estudiosos, el Sri Vaishnavismo hace hincapié en el panenteísmo, y no en el monoteísmo, con su teología de "trascendencia e inmanencia", donde Dios interpenetra todo en el universo, y toda la realidad empírica es el cuerpo de Dios. La sampradaya Vaishnava asociada con Vallabhacharya es una forma de panteísmo, en contraste con las otras tradiciones del Vaishnavismo. La tradición Gaudiya Vaishnava de Chaitanya, afirma Schweig, está más cerca de un bi-monoteísmo polimórfico porque tanto la diosa Radha como el dios Krishna son simultáneamente supremos.
Los preceptos del vaishnavismo incluyen la doctrina del avatar (encarnación), en la que Vishnu se encarna numerosas veces, en diferentes formas, para arreglar las cosas y devolver el equilibrio al universo.{sfn|Lochtefeld|2002a|p=228}} Estos avatares incluyen a Narayana, Vasudeva, Rama y Krishna; cada uno de ellos es el nombre de una figura divina con supremacía atribuida, que cada tradición asociada del vaishnavismo cree que es distinta.

#### Visnuismo y Krishnaísmo
El término "krishnaísmo" se ha utilizado para describir un gran grupo de tradiciones independientes -sampradayas dentro del vaishnavismo consideran a Krishna como el Dios Supremo, mientras que "visnuísmo" puede utilizarse para las sectas centradas en Vishnu en las que Krishna es un Avatar, en lugar de un Ser Supremo trascendido. El Vishnuismo cree en Vishnu como el ser supremo. Cuando todos los demás vaishnavas reconocen a Krishna como uno de los avatares de Vishnu, aunque sólo los krishnitas identifican al Ser Supremo (Svayam Bhagavan, Brahman, fuente del Tridev) con el Señor Krishna y sus formas (Radha Krishna, Vithoba y otras), las que se manifiestan como Vishnu. Esta es su diferencia con grupos como Ramaísmo, Radhaísmo, Sitaísmo, etc. Como tal, se cree que el krishnaísmo es uno de los primeros intentos de hacer que el hinduismo filosófico sea atractivo para las masas. En el lenguaje común no se suele utilizar el término krishnaísmo, ya que muchos prefieren un término más amplio "vaishnavismo", que parece relacionarse con Vishnu, más concretamente como Vishnu-ismo.

#### Vishnu
En las sectas Centradas en Vishnu, Vishnu o Narayana es el único Dios supremo. La creencia en la supremacía de Vishnu se basa en los numerosos avatares (encarnaciones) de Vishnu enumerados en los textos puránicos, lo que difiere de otras deidades hindúes como Ganesha, Surya o Durga.[cita requerida]
Para los devotos de la Srivaishnava Sampradaya "El Señor Vishnu es el Ser Supremo y el fundamento de toda la existencia."

#### Krishna

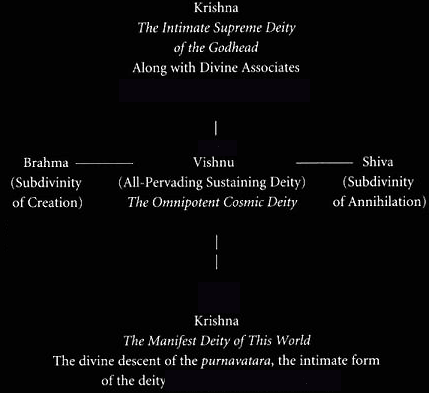
Relación entre las diferentes formas de Krishna como Paripurna avatara de Vishnu y como Svayam Bhagavan en la escuela Chaitanya del Vaishnavismo.

En el grupo del krishnaísmo de tradiciones independientes del vaishnavismo, como la Nimbarka Sampradaya (la primera Sampradaya krishnaita desarrollada por Nimbarka c. siglo VII de nuestra era), Ekasarana Dharma, Vaishnavismo Gaudiya, Mahanubhava, Rudra Sampradaya (Pushtimarg), Vaishnava-Sahajiya y Warkari, los devotos adoran a Krishna como la única forma suprema de Dios, y fuente de todos los avatares, Svayam Bhagavan.
El krishnaísmo suele llamarse también bhagavaísmo -quizá el primer movimiento krishnita fue el bhagavaísmo con Krishna-Vasudeva (alrededor del siglo II a. C.)- tras el Bhagavata Purana que afirma que Krishna es "Bhagavan en sí mismo", y subordina a sí todas las demás formas: Vishnu, Narayana, Purusha, Ishvara, Hari, Vasudeva, Janardana etc.
A menudo se describe a Krishna con la apariencia de una persona de piel oscura y se le representa como un joven pastor de vacas que toca un flauta o como un príncipe juvenil que da dirección y guía filosófica, como en el Bhagavad Gita.
Krishna también es adorado en muchas otras tradiciones del hinduismo, y Krishna y las historias asociadas a él aparecen en un amplio espectro de diferentes tradiciones filosóficas y teológicas hindúes, donde se cree que Dios se aparece a sus devotos adoradores en muchas formas diferentes, dependiendo de sus deseos particulares. Estas formas incluyen los diferentes avataras de Krishna descritos en los textos tradicionales Vaishnava, pero no se limitan a ellos. De hecho, se dice que las diferentes expansiones del Svayam bhagavan son incontables y no pueden ser descritas completamente en las escrituras finitas de ninguna comunidad religiosa. Muchas de las escrituras hindúes a veces difieren en detalles que reflejan las preocupaciones de una tradición particular, mientras que algunas características centrales de la visión sobre Krishna son compartidas por todas.

#### Radha Krishna
Radha Krishna es la combinación de los aspectos tanto femeninos como masculinos de Dios. Krishna es a menudo referido como Svayam bhagavan en la teología del Vaishnavismo Gaudiya y Radha es la potencia interna de Krishna y su amada suprema. Con Krishna, Radha es reconocida como la diosa suprema, pues se dice que controla a Krishna con su amor. Se cree que Krishna encanta al mundo, pero Radha lo encanta incluso a él. Por lo tanto, ella es la diosa suprema de todo. Radha y Krishna son avatares de Lakshmi y Vishnu respectivamente.

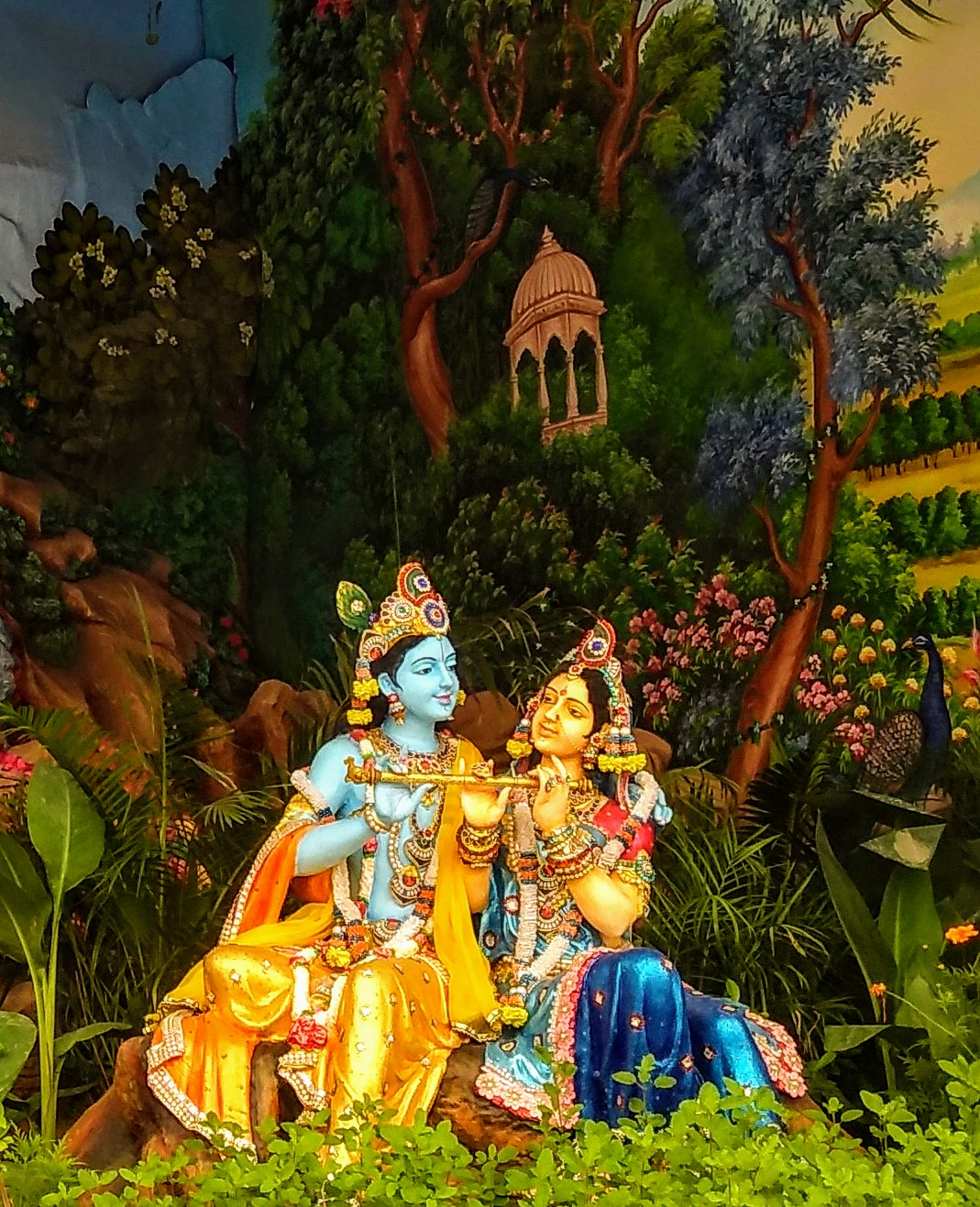
Radha Krishna en Templo Kirti.

Aunque hay referencias muy anteriores a la adoración de esta forma de Dios, es desde que Jayadeva Goswami escribió un famoso poema Gita Govinda en el siglo XII de nuestra era, que el tema de la relación amorosa espiritual entre el divino Krishna y su consorte Radha, se convirtió en un tema celebrado en toda la India. Se cree que Krishna ha dejado el "círculo" de la danza rasa para buscar a Radha. La escuela Chaitanya cree que el nombre y la identidad de Radha se revelan y se ocultan en el verso que describe este incidente en el Bhagavata Purana. También se cree que Radha no es sólo una doncella pastora, sino que es el origen de todas las gopis, o personalidades divinas que participan en la danza rasa.

#### Avatars
Según el Bhagavata Purana, hay veintidós avatares de Vishnu, incluidos Rama y Krishna. El Dashavatara es un concepto posterior.

#### Vyuhas
Los Pancaratrinos siguen la doctrina de los vyuha, que dice que Dios tiene cuatro manifestaciones (vyuha), a saber, Vasudeva, Samkarsana, Pradyumna y Aniruddha. Estas cuatro manifestaciones representan "el Yo Superior, el yo individual, la mente y el egoísmo".

### Restauración del dharma
La teología del vaishnavismo ha desarrollado el concepto de avatar (encarnación) en torno a Vishnu como preservador o sustentador. Sus avataras, afirma el vaishnavismo, descienden para potenciar el bien y combatir el mal, restaurando así el Dharma. Esto se refleja en los pasajes del antiguo Bhagavad Gita como:
Siempre que la rectitud disminuye y la injusticia aumenta, me envío a mí mismo.
Para la protección del bien y para la destrucción del mal
y para el establecimiento de la justicia,
me presento edad tras edad.
Bhagavad Gita 4.7-8
En la teología Vaishnava, tal como se presenta en el Bhagavata Purana y en el Pancaratra, siempre que el cosmos está en crisis, típicamente porque el mal se ha hecho más fuerte y ha sacado al cosmos de su equilibrio, un avatar de Vishnu aparece en una forma material, para destruir el mal y sus fuentes, y restaurar el equilibrio cósmico entre las fuerzas siempre presentes del bien y del mal. Los avatares más conocidos y célebres de Vishnu, dentro de las tradiciones vaishnavistas del hinduismo, son Krishna, Rama, Narayana y Vasudeva. Estos nombres tienen una extensa literatura asociada a ellos, cada uno tiene sus propias características, leyendas y artes asociadas. El Mahabharata, por ejemplo, incluye a Krishna, mientras que el Ramayana incluye a Rama.

## Diferencias con otros credos hinduistas
El visnuismo se contrapone a los otros dos credos principales del hinduismo:
- el shivaísmo (que adora al dios Śivá) y
- el shaktismo (que adora a la diosa Sakti).

También se opone a la doctrina aduaita vedanta (los gñanis, que estudian al Brahman impersonal).

## Credos vaisnavas modernos
- Ramanuyas: fundados por Ramanuyá Acharia (1077-1157). Una peculiaridad de esta doctrina es la escrupulosa preparación y privacidad de sus comidas.
- Madhuas: fundados por un brahmán canarés llamado Madhu Acharia (1238-1317).
- Vállabhas: fundados por el religioso Vallabha Acharia (1479-1531). Se los considera los epicúreos de la India, debido a su doctrina en contra del sufrimiento.
- Gaudías (‘bengalíes’): fundado por el santo bengalí Chaitania (1486-1532), a quien sus seguidores consideraban una encarnación combinada del dios pastor Krisná y la diosa pastora Radhá. Su doctrina principal se basa en el bhakti (devoción a Krisná), un amor tan fuerte que superaría el concepto de discriminación entre castas.
  - En Occidente, una parte de esta rama gaudíia del vaisnavismo se volvió muy conocida a partir de los años sesenta a través del movimiento Hare Krishna.

### Credos minoritarios
- Nimbarka (siglo XII)
- Ramananda (1400-1470 aprox.)
- Kabir (1440-1518)
- Gurú Nanak (1469-1539, fundador del sijismo).
- Suami Naraiana (1781-1830)

## Los vaisnavas como adoradores de Krisná y no de Visnú
Estrictamente hablando, visnuista sería el hinduista que considera que Krisná es un avatar de Visnú, y krisnaísta 
sería el hinduista que considera que Visnú es un avatar de Krisná. Sin embargo, en la actualidad, los krisnaístas (gaudiya vaisnavas, o ‘visnuistas de Bengala’) se hacen llamar vaisnavas.
El término vaisnava como ‘adorador de Visnú’ se utiliza sólo en el sur de la India. En el resto del país (y en el resto del mundo), el término pasó a significar ‘devoto de Krisná’ (De hecho, debería utilizarse el término “krisnaísta”).